# Anne Conway
Anne Finch Conway (født 14. december 1631, død 23. februar 1679)  var en engelsk filosof i den tidlige moderne periode, der især er kendt for sin vitalistiske og monistiske filosofi. Conway argumenterede imod Descartes dualisme, ved at afviste at verden består af dødt materiale, der fungerer efter mekaniske principper, og i stedet mente hun at verden kun består af en åndelig substans, som hun kalder spirit. Conway er en filosof der var respekteret i sin samtid, og bl.a. en inspiration for Leibniz, men siden da er hun blevet glemt. Conway er dog blevet genopdaget, og nyder i disse år stor interesse i den filosofihistoriske forskning.

## Biografi
Anne Conway bliver døbt Finch af hendes far Heneage Finch, politiker og advokat og hendes mor Elizabeth. Hun modtager undervisning fra forskellige huslærere men får aldrig nogen formel uddannelse, da hun som kvinde ikke har adgang til universiteterne. I stedet formidler hendes bror John Finch, der studerer i Cambridge, kontakt til sin underviser, platonisten Henry More. More og Conway begynder en korrespondance om en lang række emner, der varer hele hendes liv. Dette udvikler sig fra en lærer-elev relation til et venskab mellem intellektuelt ligeværdige. Bl.a. med hjælp fra More lærer hun flere sprog og får et bredt kendskab til klassisk og moderne filosofi, særligt Cartesianismen.
Anne Finch vokser op i Kensington Palace, der på daværende tidspunkt var i familien Finchs ejerskab. Hun gifter sig i 1651 med Edward Conway, jarl af Conway. Gennem sit liv er hun præget af anfald af migræne. Hun lever det meste af sit voksne liv i Ragley Hall i Warwickshire.
Ud over filosofi bliver Anne Conway interesseret i forskellige mystiske traditioner, særligt i Kabbalaen, og hun lærer sig hebraisk. Hun forbliver kristen gennem hele sit liv, og konverterer i 1677 til Kvæker.

## Filosofi
Anne Conways eneste udgivelse er den posthumt udgivne The Principles of the Most Ancient and Modern Philosophy, der især er kendt for sin vitalistiske metafysik. Denne udgives af Henry More og Franciscus Mercurius van Helmont på latin, oversat fra hendes håndskrevne engelske manuskripter. Det har givet problemer med at fastslå detaljerne i hendes filosofi, da de originale engelske manuskripter er tabt.

### Vitalisme
Anne Conway er vitalist, hvilket vil sige, at hun benægter, at der findes dødt materiale. Alle ting er således levende, selv sten, jord, planter osv. Conway beskriver selv dette som en slags anti-Cartesianisme, altså imod Descartes' dualistiske doktrin om, at verden fungerede efter mekaniske principper og at kun tænkende væsener, dvs. mennesket, er levende. Denne skelnen mellem de tænkende ting og materielle ting benægter Conway, og hun argumenterer i stedet for, at alting grundlæggende er det samme, nemlig den substans hun kalder for ånd. Verden fungerer, som hun skriver, ikke som et ur, der er trukket op, men som en levende organisme:
For truly in nature there are many operations that are far more than merely mechanical. Nature is not simply an organic body like a clock, which has no vital principle of motion in it; but it is a living body which has life and perception, which are much more exalted than a mere mechanism or a mechanical motion.
Ud over hendes princip om at verden levende så er Anne Conway monist om den skabte verden, hvilket vil sige at alt eksisterende er den samme substans. Hun kalder dette for spirit. Traditionelt har monister det problem at de skal forklare hvordan en grundlæggende ens substans forekommer forskellig, altså at de ting, vi ser, fremstår forskellige i vores øjne. Conway forklarer verdens forskellighed med det faktum, at den levende ånd kan skifte udtryk og karakter. Det største problem ved denne position er, at hun skal forklare hvordan den ene substans både kan være uudstrakt, altså hvordan eksempelvis tanker eller lys forekommer at være immaterielle, mens den i andre tilfælde har udstrækning, som eksempelvis sten eller jord. Hun forklarer dette ved at benægte, at der er en grundlæggende forskel på de to, og siger i stedet at hårdhed, blødhed og i sidste ende immaterielle kræfter er gradsforskelle, og ikke inkommensurable kvaliteter. Hun skriver, at sten kan ende med at blive til mennesker, og i sidste ende engle, der traditionelt set ikke har nogen udstrækning. Dette kan forekomme absurd, men man skal forstå det sådan, at det ikke sker på en gang. Et bedre eksempel er derfor det, at jord kan blive til dyr, hvilket sker når eksempelvis muldjord bliver til regnorme som spises af større dyr og dermed ender med at transformere sig i alskens retninger.